# Hinterglasmalerei in Sandl

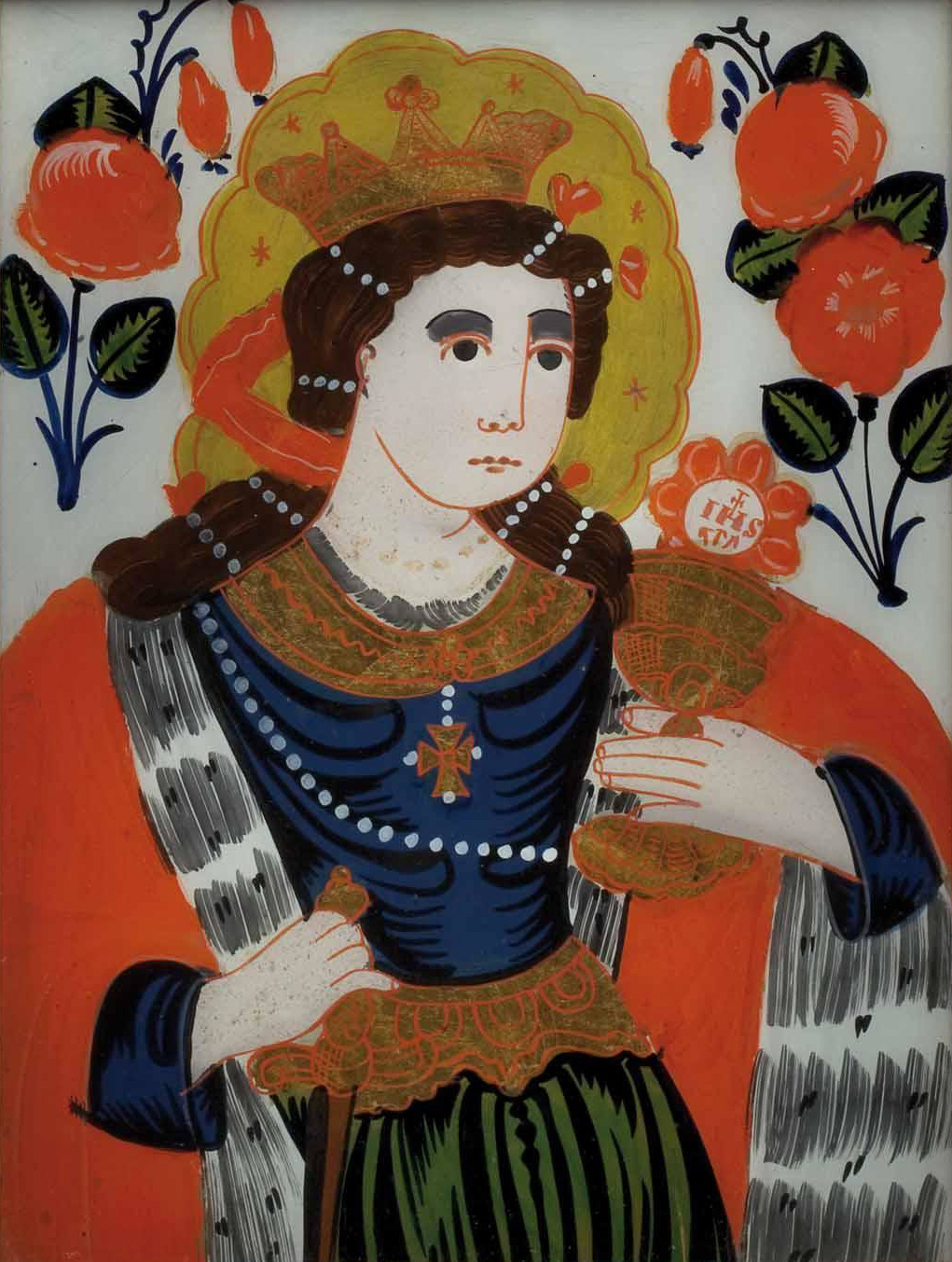
Hinterglasmalerei aus Sandl: Hl. Barbara mit Sandler Rose in den Bildecken, 19. Jahrhundert

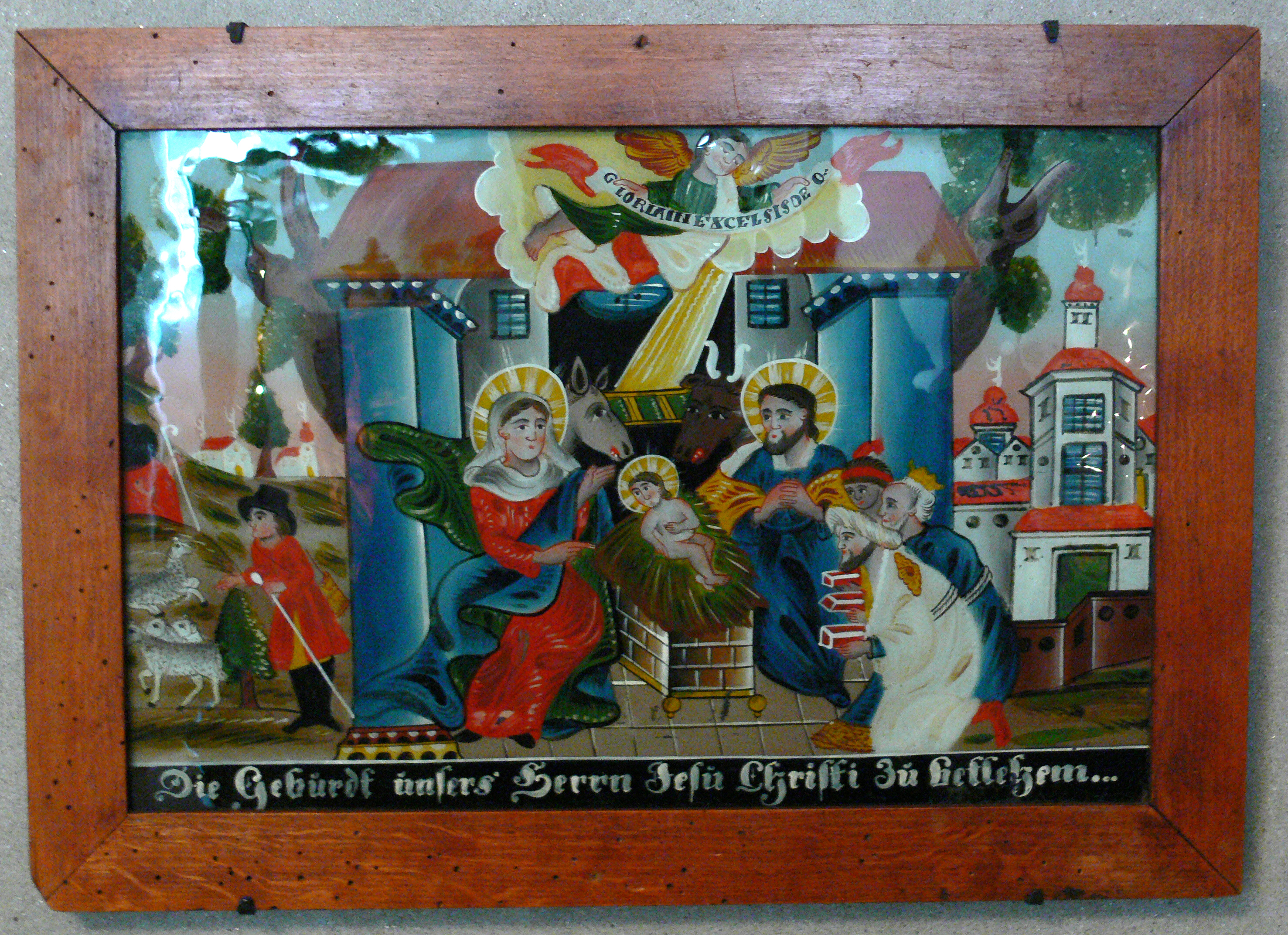
Gerahmtes Weihnachtsbild, Sandl um 1820

Die Hinterglasmalerei in Sandl ist eine traditionelle Handwerkstechnik, die im Mühlviertel seit Mitte des 18. Jahrhunderts praktiziert wird. Im Jahr 2012 wurde die traditionelle Hinterglasmaltechnik aus Sandl in die UNESCO-Liste des Immateriellen Kulturerbes in Österreich aufgenommen.

## Geschichte
Um 1760 wanderten zahlreiche Glasmaler aus Nordböhmen in die Gegend von Sandl und Buchers ein. Zunächst arbeiteten sie arbeitsteilig in lokalen Glashütten, später übten sie allein ihr Handwerk in Heimarbeit aus. In manchen Werkstätten wurde in der Blütezeit des Handwerks bis zu 200 Bildern täglich gemalt.
Die Technik der Hinterglasmalerei ist seit der Antike bekannt. Charakteristisch für die Hinterglasmalerei aus Sandl ist die Verwendung von wenigen, jedoch sehr kräftigen Farben, wie zinnoberrot, blau, ockergelb, moosgrün, gelegentlich Blattgold sowie das Motiv der Sandler Rose, die vielfach die Bildecken der Glasbilder ziert. Zu den benötigten Materialien zählt der Riss (Malvorlage), Flachglas, Farben, die kalt aufgetragen werden und Weichholz für den Rahmen.
Die Bilder entstehen in mehreren Arbeitsschritten: zunächst wird die Bildvorlage (Riss) auf das Glas übertragen, die geritzten Linien mit Lack nachgezogen und anschließend mit der Ausmalung des Bildvordergrundes begonnen. In weiteren Schichten werden weiter zurückliegende Bildpartien aufgetragen, so dass ein perspektivischer Eindruck entsteht. Im letzten Arbeitsschritt erfolgt die flächige Ausmalung des Hintergrundes. Bei dieser Maltechnik muss sehr präzise gearbeitet werden, da nachträgliche Korrekturen nicht möglich sind. Die Bilder wurden meist in einem einfachen Weichholzrahmen eingefasst.
Besonders beliebt waren Motive von stilisierten Heiligendarstellungen, Haussegen und später Landschafts-, Tier- und Berufsdarstellungen. Die Hinterglasbilder erwiesen sich in den meist dunklen und verrußten Stuben und Küchen der Bevölkerung aufgrund der intensiven Farbigkeit und einfachen Reinigungsmöglichkeit der Glasscheiben als äußerst praktikabel und waren daher in der Blütezeit der Hinterglasmalerei in der zweiten Hälfte des 19. Jahrhunderts beliebt und weit verbreitet. In vielen Herrgottswinkeln im Mühlviertel und darüber hinaus waren die sogenannten Sandlbilder zu finden. Im 19. Jahrhundert stellten etwa 20 Malstuben in Sandl Hinterglasscheiben her, die von Hausierern und Kraxenträgern in der gesamten Habsburgermonarchie und bis nach Russland verkauft wurden.
Mitte des 19. Jahrhunderts wurden in Sandl jährlich bis zu 60.000 Hinterglasbilder hergestellt. Mit dem Niedergang der Glashütten in der ersten Hälfte des 20. Jahrhunderts und dem Aufkommen von preisgünstigen Kunstdrucken von Heiligenbildern verschwand das traditionelle Handwerk bis in die 1940er Jahre fast vollständig. Nach dem Ende des Zweiten Weltkrieges nahmen einige Glasmaler die alte Tradition wieder auf und fertigten Bilder nach alten und moderneren Vorlagen an.
Heute wird das traditionelle Handwerk noch von Glasmalern in Sandl, Windhaag und Grünbach ausgeübt.

## Museum und Rezeption
Im Jahr 1989 wurde in Sandl das Hinterglasmuseum eröffnet, in dem 140 Exponate und Werkzeuge und Materialien zur Herstellung der Hinterglasbilder ausgestellt werden. In zahlreichen, bedeutenden Museen und kunsthistorischen Sammlungen, u. a. im Oberösterreichischem Landesmuseum, Bayerischen Nationalmuseum und Landesmuseum Württemberg werden Exponate der Sandler Hinterglasmalerei gezeigt.
Um die Tradition lebendig zu erhalten und an die jüngere Generation weiterzugeben, werden im Hinterglasmuseum in Sandl in regelmäßigen Abständen Workshops und wissenschaftliche Symposien abgehalten.
In internationalen Auktionshäusern werden die kleinen gerahmten Hinterglasbildern zu durchschnittlichen Preisen von 150 bis 250 € gehandelt.
Weihnachten 1981 gab die Deutsche Bundespost eine Weihnachtsbriefmarke mit einem Hinterglasmotiv aus Sandl heraus.